# Albina, Timiș
Albina este un sat în comuna Moșnița Nouă din județul Timiș, Banat, România.

## Localizare
Albina este un mic sat din componența comunei Moșnița Nouă, la 9 km est de Timișoara, amplasat în imediata apropiere a drumului județean DJ592 care leagă Timișoara de Buziaș și la 3 km de Râul Timiș.
Se învecinează la nord cu Bucovăț, la nord-est cu Bazoșu Nou, la est cu Dragșina, la sud cu Uliuc, la vest cu Moșnița Nouă și la nord-vest cu Moșnița Veche.

## Istoric
Localitatea Albina datează din anul 1925, fiind înființată prin colonizarea pe terenul localității Bucovăț a unui număr de circa 100 familii de sibieni veniți din Sebeșu de Jos, comuna Turnu Roșu și din comuna Sadu, județul Sibiu. Dintre familiile colonizate, unele nu s-au putut adapta noii situații. Câteva s-au întors în satele de proveniență (Sebeșul de Jos, Sadu etc.). Satul a fost ajutat la construcția caselor de către Banca Albina, de unde și numele așezării. În acea perioada, ca și în prezent, majoritatea locuitorilor au fost și sunt români de religie ortodoxă. 
Intr-una dintre familiile care au venit in aceasta zona, face parte si preot, protopop Ioan Cazacu, unul dintre oamenii care au ajutat la fondarea comunitatii si a primei biserici ortodoxe din Albina, astfel, in memoria lui fiind denumita astazi o strada din acest sat.
În 1930, localitatea figura cu denumirea de Colonia-Brod, și făcea parte din plasa Recaș a județului Timiș-Torontal, având 359 de locuitori. La Recensământul din 1940, localitatea avea 90 de clădiri și 410 locuitori.

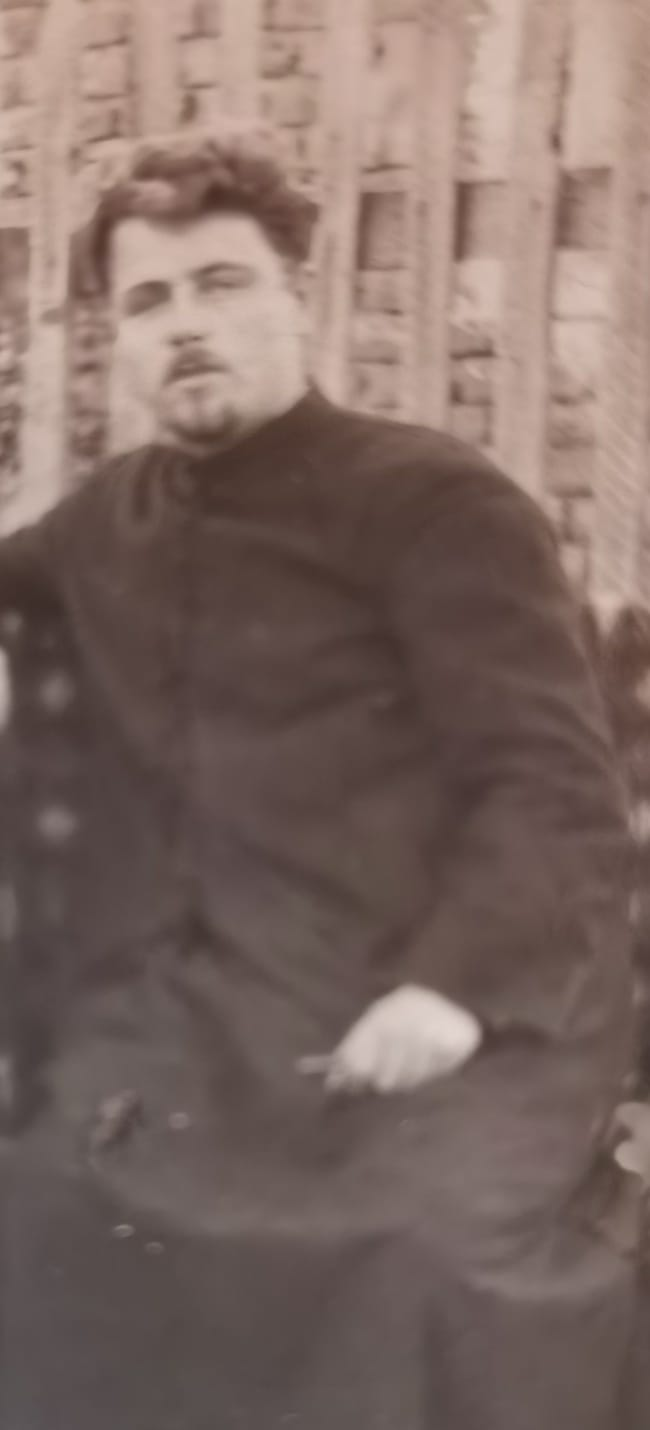
Preot Ioan Cazacu

Albina figurează ca sat aparținând comunei Bucovăț până în anul 1950. Din anul 1950 a devenit localitate aparținătoare comunei Moșnița Nouă din județul Timiș. Prima vatră a satului a fost stabilită cam la 4 km. de drumul județean Timișoara - Buziaș, la 2 km de Bucovăț. Nemulțumiți de acest amplasament al satului, câțiva săteni  au luat drumul Bucureștiului și au reușit mutarea localității lânga șosea. Fiecare familie a fost împroprietărită cu pământ.

## Economie
Activitatea de bază a satului a fost agricultura. La marginea satului s-a constituit, după înființarea localității, o pășune pentru animale, prin cedarea, de către fiecare familie, a unui teren de câte 1,20 hectare.

## Biserica și școala
Biserica din sat a fost zidită în 1930, preot fiind Cazacu Ioan, apoi Bugaru Ion. Acesta, cu ajutorul sătenilor, a reușit ridicarea unei noi biserici, cu hramul "Adormirii Maicii Domnului", sfințită în 1986, cu ajutorul lui Dumnezeu. La sfințirea bisericii a participat și Mitropolitul Banatului, Nicolae Corneanu. Din 1996 slujește Sbera Vasile.

Școala a fost zidită tot în 1930 și a rămas aceeași până în zilele noastre. Biserica, căminul cultural și școala sunt amplasate în mijlocul satului.

## Sport și turism
În spatele bisericii se află terenul de fotbal al satului, unde joacă echipa de fotbal F.C. Timișul Albina. Echipa satului a evoluat până în momentul în care nu a mai fost finanțată chiar de sătenii care jucau în echipă în acel moment și au apărut finanțatori din afara satului. În acel moment s-au format două echipe. Prima echipă este formată tot din jucători mai tineri și mai în vârstă, dar din sat, și a doua echipă, echipa mare, cum mai este numită, formată din jucători cumpărați. Echipa  satului evoluează în acest moment în campionatul municipal din Timișoara, pe care l-a câștigat cu mare succes în anul 2006. Echipa mare evoluează în divizia C sau liga a III-a, după cum se mai numește, din anul 2006. Obiectivul echipei este rămânerea în aceea divizie și întărirea echipei.

Punctul de atracție al localității Albina îl reprezintă obiectivul turistic de pe râul Timiș, format dintr-o terasă și binecunoscută plajă.

## Ruga
În fiecare an, în data de 15 august, de Sf. Maria, are loc Ruga din Albina. Cu ocazia acestei sărbători se adună toți fii satului și neamurile, unii venind chiar și din Sebeșul de Jos. Ei se prind într-o horă a bucuriei în fața bisericii, fiind îmbrăcați în costumele tradiționale românești care nu s-au schimbat de loc, păstrând obiceiul de la Sebeș.
 
Anul acesta se împlinesc 80 de ani de la înființarea satului. Ruga din acest an se va sărbători într-un mod mai special care va dura 3 zile: 15, 16 și 17 august cu multă distracție și voie bună.
În acest an va avea loc întâlnirea mult așteptată și de suflet dintre bătrânii și tinerii din Sebeșul de Jos și cei din Albina. Această sărbătoare va fi întregită de un spectacol de dor și suflet oferit de 3 generații din Sebeșul de Jos. Spectacolul va fi continuat de formații și soliști de renume din Banat.
- Zona metropolitană Timișoara

## Galerie

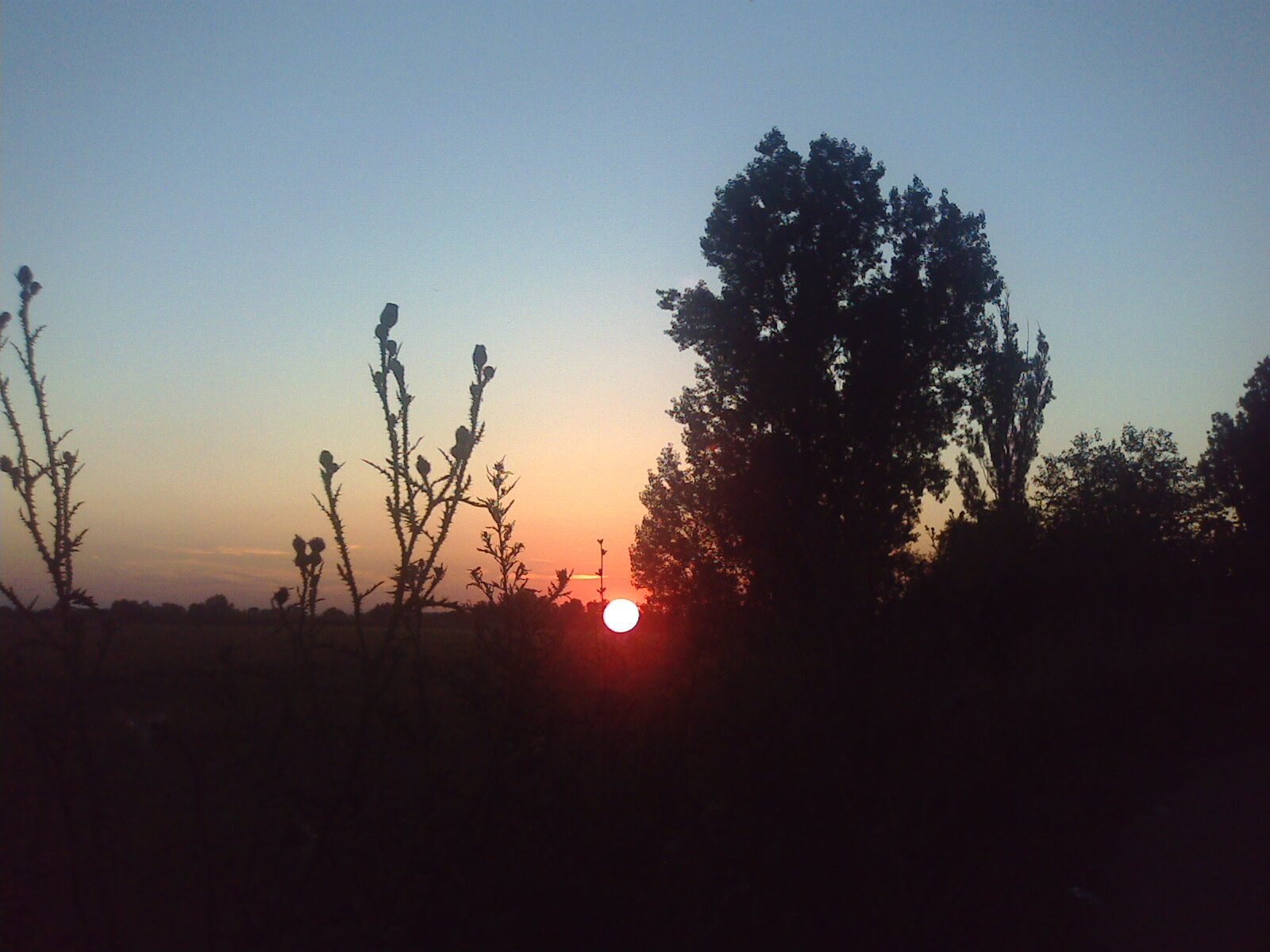
Câmp cu flori și copaci lângă satul Albina la asfințit